# Conquérant (1812)
Pour les articles homonymes, voir Conquérant.
Le Conquérant était un navire de ligne de 80 canons de la classe Bucentaure de la Marine française, conçu par le « Vauban de la marine » Jacques-Noël Sané.

## Historique
Il est mis en service à Anvers sous les ordres du capitaine Lafond dans l'escadre de l'Escaut. Après la Restauration des Bourbons, il est envoyé à Brest, où il subit un carénage en 1821, et est envoyé à Toulon en 1824. Il participe à l'expédition de Morée en 1827. Il est endommagé par un incendie à Smyrne, en Russie, le 29 octobre 1829. Il participe à l'invasion d'Alger en 1830.
En novembre 1830, il est désarmé à Toulon, et est rayé des listes l'année suivante. À partir de 1830, il est utilisé comme caserne flottante, jusqu'en 1842, date à laquelle il est démantelé.